# 八氟环丁烷
八氟环丁烷（化学式：C4F8）是环丁烷的全氟衍生物。

## 性质
无色无臭、非易燃的气体。性质稳定。无毒。

## 制取
可由环丁烷氟化制得：
{\displaystyle {\rm {\ C_{4}H_{8}+8F_{2}\rightarrow C_{4}F_{8}+8HF}}}

## 用途
用作食品气雾喷射剂、介质气体， 也用于替代CFC-12的混合制冷剂的组分之一。 对臭氧层无破坏作用，但是是一种强烈的温室气体，其全球变暖潜能值达10300。